# Ninako Hattori
Ninako Hattori (jap. 服部担子 Ninako Hattori; ur. 25 czerwca 1982) - japońska zapaśniczka w stylu wolnym. Mistrzyni Azji w 2003. Trzecia w Pucharze Świata w 2007; czwarta w 2002; szósta w 2003 i 2004. Pierwsza w Pucharze Azji w 2003 roku.